# ジョー・ステッカー
ジョー・ステッカー（Joe Stecher、1893年4月4日 - 1974年3月29日、ジョー・ステッチャー（Joe Stetcher）と表記されることもある）は、アメリカのプロレスラーであり、3度の世界ヘビー級チャンピオンに君臨した人物。
その獰猛さ、驚異的な脚力、スポーツに関する幅広い知識で知られるステッカーは、史上最も偉大なレスラーの一人ともされている。
2000年、ステッカーはジョージ・トラゴス／ルー・テーズ・プロレスリング殿堂（George Tragos/Lou Thesz Professional Wrestling Hall of Fame）の殿堂入りを果たした。

## 選手権獲得実績
- ジョージ・トラゴス/ルー・テーズ プロレス殿堂入り
  - 2000年度[1]
- 国際プロレス殿堂入り
  - 2022年度[2]
- プロレス博物館殿堂入り
  - 2002年度 (Pioneer Era)
- レスリング・オブザーバー・ニュースレター
  - レスリング・オブザーバー・ニュースレター殿堂入り (1996年度)
- その他
  - 統一世界ヘビー級王座 獲得(3度)[3]